# Laniakea

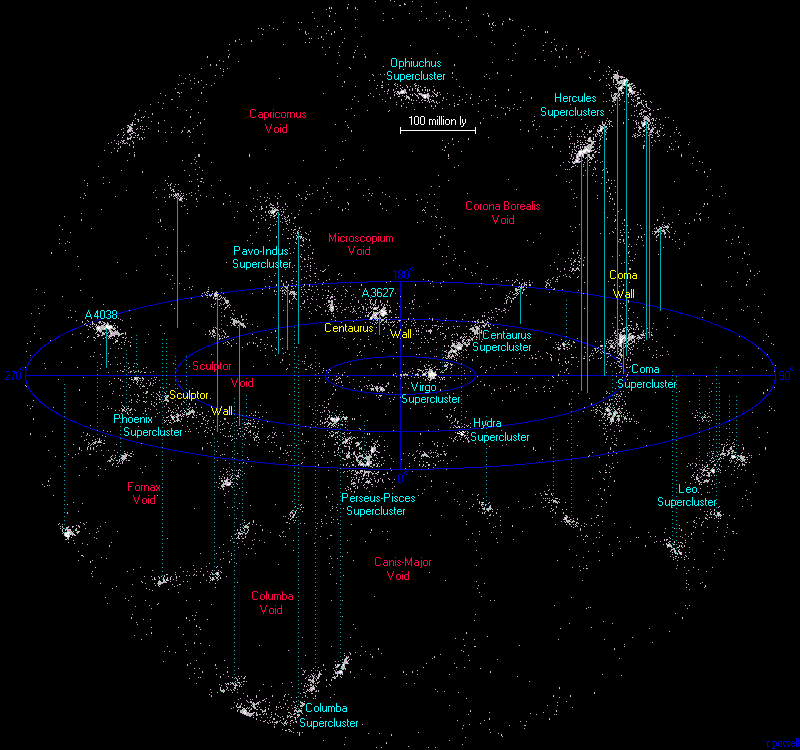
Mapa najbliższych supergromad galaktyk w promieniu 500 milionów lat świetlnych; Laniakea jest długim łańcuchem galaktyk i pustek międzygalaktycznych, który obejmuje:
• Wielką Ścianę w Centaurze (Centaurus Wall)
• Supergromadę w Pannie (Virgo Supercluster)
• Supergromadę w Hydrze (Hydra Supercluster)
• Supergromadę w Centaurze (Centaurus Supercluster)
• Supergromadę w Pawiu-Indianinie (Pavo-Indus Supercluster)

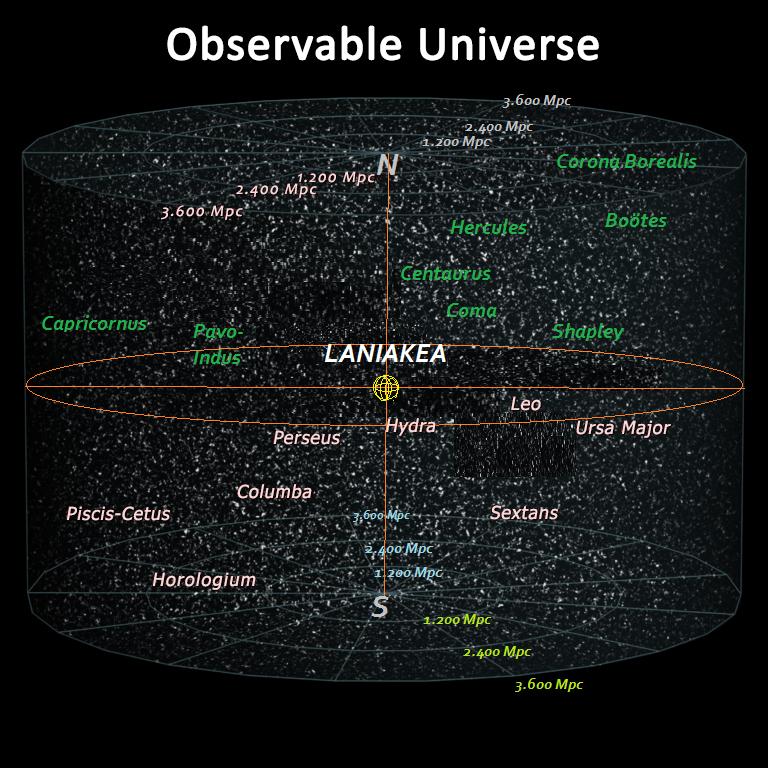
Położenie Laniakei w Widzialnym Wszechświecie

Laniakea (Supergromada Laniakea) – supergromada galaktyk o średnicy około 500 milionów lat świetlnych (ok. 160 Mpc), zawierająca około stu tysięcy galaktyk o łącznej masie ok. 1017 mas Słońca. Struktura została odkryta w 2014 roku między innymi dzięki obserwacjom radioteleskopu Green Bank. Należy do niej m.in. Grupa Lokalna Galaktyk, do której należy Droga Mleczna.

## Nazwa
Nazwa wywodzi się z języka hawajskiego i oznacza „niezmierne niebiosa” (lani – „niebo”, ākea – „rozległy, niemierzalny”).  Nazwę supergromady zaproponował Nawaʻa Napoleon, wykładowca (associate professor) języka hawajskiego i rektor Wydziału Języków, Lingwistyki i Literatury w Kapiʻolani Community College, będącego częścią Uniwersytetu Hawajskiego.  Nazwa upamiętnia starożytnych polinezyjskich nawigatorów, którzy używając astronawigacji odbywali długie podróże na Oceanie Spokojnym.

## Odkrycie
Supergromada została odkryta między innymi dzięki obserwacjom radioteleskopu Green Bank i analizie prędkości ruchu galaktyk położonych w bliskim Wszechświecie. Nowy rodzaj analizy danych przy użyciu filtrowania Wienera pozwolił na odróżnienie ruchu własnego galaktyk od ich ruchu związanego z rozszerzaniem się Wszechświata.

## Charakterystyka
Średnica supergromady wynosi około 500 milionów lat świetlnych (około 160 milionów parseków). Zawiera ona około stu tysięcy galaktyk o łącznej masie ok. 1017 mas Słońca.
Laniakea obejmuje trzynaście gromad z katalogu Abella (łącznie z gromadą w Pannie). Ruch lokalny w obszarze jest zbieżny w kierunku gromad w Węgielnicy i w Centaurze, w dobrej zgodności z położeniem Wielkiego Atraktora. Obszar obejmuje też supergromady w Hydrze i w Centaurze, włókno (supergromada) w Pawiu-Indianinie (rozszerzenie gromady w Wężowniku), Pustkę Lokalną, grupę w Rzeźbiarzu oraz inne, powiązane pustki. Jej częścią jest również supergromada Lokalna, na peryferiach której znajduje się Grupa Lokalna Galaktyk, do której zaliczana jest Droga Mleczna.
Z Laniakeą sąsiadują bezpośrednio: Supergromada Shapleya, Supergromada w Herkulesie, Supergromada w Warkoczu i Supergromada w Perseuszu-Rybach. Granice tych supergromad i Laniakei nie były dokładnie znane w czasie, gdy definiowano Laniakeę.
Laniakea porusza się w kierunku supergromady Shapleya i może być z nią związana jako część jeszcze większej struktury.